# Gouvernement Kaak
Protectorat français de Tunisie
Baccouche I Chenik II
Le gouvernement Kaak est un gouvernement tunisien formé après l’arrivée d’un nouveau résident général de France, Jean Mons, chargé d’appliquer des « réformes substantielles ».

## Contexte
Le succès du congrès du Néo-Destour (Nuit du Destin), le 23 août 1946, persuade le gouvernement français qu’il faut changer de politique en Tunisie et accorder plus de place au désir de souveraineté des Tunisiens.
Jean Mons remplace à cette fin Charles Mast le 22 février 1947. La censure de la presse est supprimée. Le 4 juin, il rencontre Mahmoud El Materi et M'hamed Chenik pour leur proposer de faire partie du gouvernement. Mais devant le refus du gouvernement français d’autoriser le retour de Moncef Bey, ceux-ci déclinent la proposition. Mons se rabat alors sur Mustapha Kaak mais il souhaite lui donner un surcroît de légitimité : le décret du 12 juillet 1947 institue l'admission des avocats tunisiens au bâtonnat du barreau de Tunis et au conseil de l'ordre des avocats et Kaak est élu dans la foulée le 18 juillet comme bâtonnier du barreau, avant d'être nommé grand vizir le lendemain.
On décide d’établir la parité en Conseil des ministres entre les Tunisiens et les Français. Les ministres sont maintenant devenus chefs de leur département, ainsi qu'ordonnateurs de leur budget, et le grand vizir préside le Conseil des ministres. Cependant, chaque ministre tunisien est flanqué d’un conseiller français chargé de contrôler son action.

## Composition
Le nouveau gouvernement est formé des personnalités suivantes :
- Mustapha Kaak : grand vizir ;
- Ali Bouhageb : ministre de la Santé ;
- Ali Ladhari : ministre du Travail et de la Prévoyance sociale ;
- Abdelkader Belkhodja : ministre de l’Agriculture ;
- Mohamed Abdelaziz Djaït : ministre de la Justice ;
- Mohamed Salah Mzali : ministre du Commerce et de l’Artisanat.

Quant aux ministres français, ils sont également six à siéger au Conseil des ministres :
- René Brouillet : secrétaire général ;
- René Rodière : secrétaire général adjoint ;
- Raymond Duval puis Eugène Molle à partir du 25 décembre 1949 : ministre de la Défense du territoire ;
- Henri Culmann puis Jean-Gaston Fraissé à partir du 25 novembre 1947 : directeur des finances ;
- Jean-Louis Bonnenfant : directeur des travaux publics ;
- Georges Gaston puis Lucien Paye à partir du 16 octobre 1948 : directeur de l’instruction publique et des beaux-arts.

La présence du résident général assure toutefois la prédominance du vote français.

## Actions du gouvernement
À peine nommé, le cabinet est confronté à une grève générale lancée par l’Union générale tunisienne du travail pour obtenir l’augmentation des salaires. À Sfax, la grève prend une tournure dramatique. Le 5 août, les autorités françaises ordonnent de dégager la gare et les ateliers de la Compagnie des phosphates et des chemins de fer de Gafsa et les manifestants se heurtent à la troupe. Les mitrailleuses et les blindés attaquent violemment les grévistes et font près de trente morts et 150 blessés. Les nationalistes tunisiens ne se privent pas de condamner le ministère pour son impuissance face à ces violences.
Les réformes déçoivent vite : les délégués du Rassemblement français de Tunisie dénoncent les faibles avancées comme présentant « les plus grands dangers pour l’avenir de la présence française ». Devant cette pression encouragée par de hauts fonctionnaires, Jean Mons renonce aux réformes de la fonction publique, caïdale et municipale. Par ailleurs, on se rend bien vite compte que les ministres tunisiens sont toujours placés sous la tutelle de l’administration française.
La mort de Moncef Bey le 1er septembre 1948 lève l’hypothèse d’un retour du bey légitime aux yeux de tous les Tunisiens. La nouvelle légitimité de Lamine Bey l’encourage donc à prendre ses distances avec Kaak.
L’indépendance de la Libye proclamée par l’Organisation des Nations unies le 21 décembre 1949 prend une importance particulière en Tunisie, comme l'indique Habib Bourguiba : « Si demain, ses habitants reçoivent des droits nationaux que l’on nous refuserait, la situation serait explosive ». Au mois d’avril 1950, Lamine Bey écrit au président de la République française, Vincent Auriol, pour lui réclamer « l’introduction de réformes substantielles et nécessaires, susceptible de satisfaire les aspirations des habitants du royaume ». Le même mois, Bourguiba se rend à Paris pour y présenter les revendications tunisiennes.
Le message est entendu et un nouveau résident général, Louis Périllier, est nommé le 13 juin 1950. Deux mois plus tard, la démission du gouvernement Kaak est demandée puis obtenue.